# Пуголовка Световидова
Пуголовка Световидова (лат. Benthophilus svetovidovi) — вид лучепёрых рыб из семейства  бычковых. Эндемик Каспийского моря, морской вид, распространён у восточного побережья.

## Таксономия
Видовое название — в честь советского зоолога-ихтиолога Анатолия Николаевича Световидова (1903—1985).

## Описание
Тело спереди уплощённое. Голова крупная широкая. Чешуя заменена покровными костными образованиями. Жаберная щель маленькая. Плавательный пузырь отсутствует. Грудные плавники без свободных лучей. Горизонтальный диаметр глаза (12–16% длины головы) меньше, чем межглазничное расстояние (16–21% длины головы). Вдоль верхнего края глаза расположен ряд увеличенных костных гранул.

## Ареал и местообитание
Эндемик Каспийского моря. Морской вид. Встречается у восточного берега средней части Каспийского моря у мысов Сагындык, Меловой, Песчаный, Карасингир и у Туркменбаши, а также на юге у острова Огурчинский. Обитает на глубине 30–200 м в зоне моря с солёностью 12–13,5‰. 